# Кенгорст (Пенсільванія)
Кенгорст (англ. Kenhorst) — місто (англ. borough) в США, в окрузі Беркс штату Пенсільванія. Населення — 3001 особа (2020).

## Географія
Кенгорст розташований за координатами 40°18′25″ пн. ш. 75°56′38″ зх. д. / 40.30694° пн. ш. 75.94389° зх. д. (40.306832, -75.943832).  За даними Бюро перепису населення США в 2010 році місто мало площу 1,52 км², уся площа — суходіл.

## Демографія
Згідно з переписом 2010 року, у селищі мешкало 2877 осіб у 1215 домогосподарствах у складі 793 родин. Густота населення становила 1891 особа/км².  Було 1261 помешкання (829/км²).
Расовий склад населення:
| - 89,0 % — білих - 4,3 % — чорних або афроамериканців - 1,4 % — азіатів - 3,3 % — осіб інших рас |

До двох чи більше рас належало 2,0 %. Частка іспаномовних становила 9,6 % від усіх жителів.
За віковим діапазоном населення розподілялося таким чином: 20,8 % — особи молодші 18 років, 60,8 % — особи у віці 18—64 років, 18,4 % — особи у віці 65 років та старші. Медіана віку мешканця становила 42,4 року. На 100 осіб жіночої статі у селищі припадало 93,9 чоловіків;  на 100 жінок у віці від 18 років та старших — 93,1 чоловіків також старших 18 років.
Середній дохід на одне домашнє господарство  становив 63 044 долари США (медіана — 60 128), а середній дохід на одну сім'ю — 68 715 доларів (медіана — 65 278). Медіана доходів становила 50 765 доларів для чоловіків та 41 964 долари для жінок. За межею бідності перебувало 13,9 % осіб, у тому числі 21,9 % дітей у віці до 18 років та 10,0 % осіб у віці 65 років та старших.
Цивільне працевлаштоване населення становило 1407 осіб. Основні галузі зайнятості: освіта, охорона здоров'я та соціальна допомога — 23,7 %, науковці, спеціалісти, менеджери — 12,5 %, виробництво — 11,5 %, фінанси, страхування та нерухомість — 10,7 %.